# La Bastide-du-Salat
La Bastide-du-Salat är en kommun i departementet Ariège i regionen Occitanien i södra Frankrike. Kommunen ligger  i kantonen Saint-Lizier som ligger i arrondissementet Saint-Girons. År 2022 hade La Bastide-du-Salat 202 invånare.

## Befolkningsutveckling
Antalet invånare i kommunen La Bastide-du-Salat
Referens: INSEE